# Sudamericano Juvenil de Rugby 2005
El Sudamericano Juvenil de Rugby de 2005 fue la edición número 20 del torneo y en esta oportunidad se celebró en Viña del Mar, Chile. Luego de 6 partidos, disputados en la cancha de Old Mackayans, se consagró campeón el representativo de Argentina manteniendo su invicto histórico al vencer en todos los campeonatos que se presentó.

## Equipos participantes
- Selección juvenil de rugby de Argentina (Pumas M19)
- Selección juvenil de rugby de Chile (Cóndores M19)
- Selección juvenil de rugby de Paraguay (Yacarés M19)
- Selección juvenil de rugby de Uruguay (Teros M19)

## Posiciones
| Pos. | Equipo    | Encuentros | Encuentros | Encuentros | Encuentros | Tantos  | Tantos    | Tantos     | Puntos |
| Pos. | Equipo    | jugados    | ganados    | empatados  | perdidos   | a favor | en contra | diferencia | Puntos |
| ---- | --------- | ---------- | ---------- | ---------- | ---------- | ------- | --------- | ---------- | ------ |
| 1    | Argentina | 3          | 3          | 0          | 0          | 163     | 16        | + 147      | 6      |
| 2    | Chile     | 3          | 2          | 0          | 1          | 102     | 82        | + 20       | 4      |
| 3    | Uruguay   | 3          | 1          | 0          | 2          | 83      | 53        | + 30       | 2      |
| 4    | Paraguay  | 3          | 0          | 0          | 3          | 27      | 224       | - 197      | 0      |

Nota: Se otorgan 2 puntos al equipo que gane un partido, 1 al que empate, 0 al que pierda

## Resultados

### Primera Fecha
| 20 de febrero | Uruguay | 61 - 6  | Paraguay | cancha de Old Mackayans, Viña del Mar, Chile |  |
|               |         | Reporte |          |                                              |  |

| 20 de febrero | Chile | 9 - 46  | Argentina | cancha de Old Mackayans, Viña del Mar, Chile |                            |
|               |       | Reporte |           | Árbitro(s): Joaquín Montes                   | Árbitro(s): Joaquín Montes |

### Segunda Fecha
| 23 de febrero | Chile | 70 - 14 | Paraguay | cancha de Old Mackayans, Viña del Mar, Chile |  |
|               |       | Reporte |          |                                              |  |

| 23 de febrero | Argentina | 24 - 0  | Uruguay | cancha de Old Mackayans, Viña del Mar, Chile |  |
|               |           | Reporte |         |                                              |  |

### Tercera Fecha
| 26 de febrero | Chile | 23 - 22 | Uruguay | cancha de Old Mackayans, Viña del Mar, Chile |  |
|               |       | Reporte |         |                                              |  |

| 26 de febrero | Argentina | 93 - 7  | Paraguay | cancha de Old Mackayans, Viña del Mar, Chile |  |
|               |           | Reporte |          |                                              |  |

| Bandera de Argentina |
| Campeón Argentina    |
| Décimo noveno título |